# Mokhzani Mahathir
Mokhzani Mahathir, né le 2 janvier 1961 à Alor Setar, est un homme d'affaires malaisien et le fils de l'ancien Premier ministre de Malaisie, Mahathir Mohamad.

## Biographie
Comme son frère cadet Mukhriz, Mokhzani est un homme d'affaires et a joué un rôle actif au sein de l'Organisation nationale des Malais unis (UMNO), servant à un moment donné en tant que trésorier de l'aile des jeunes. En 2006, Mokhzani était délégué de l'UMNO pour l'une des circonscriptions de Kedah, mais depuis lors, il s'est éloigné de ses activités politiques. En mai 2008, il a suivi les traces de son père en quittant l'UMNO, après 22 ans en tant que membre de la branche Sungai Layar Hujung de l'UMNO. 
En juin 2019, Mokhzani a démissionné de tous ses postes au sein du groupe Opcom pour "raisons personnelles". 